# Puggy Pearson
Walter Clyde "Puggy" Pearson, född 29 januari 1929, död 12 april 2006, var en amerikansk pokerspelare. Han vann main event i World Series of Poker 1973. Dessutom vann han två andra WSOP-turneringar samma år, samt en 1971. Pearson sägs vara den som kom på idén till turneringspoker. Han blev invald i Poker Hall of Fame 1987.

## World Series of Poker-armband
| År   | Turnering                                   | Pris (US$) |
| ---- | ------------------------------------------- | ---------- |
| 1971 | Limit Seven Card Stud                       | $10,000    |
| 1973 | $10,000 No Limit Hold'em World Championship | $130,000   |
| 1973 | $1,000 No Limit Hold'em                     | $17,000    |
| 1973 | $4,000 Limit Seven Card Stud                | $32,000    |